# Баркер, Уортон
Баркер Уортон (англ. Barker Wharton; 1 мая 1846, Филадельфия, Пенсильвания, США — 9 апреля 1921, там же) — американский банкир, публицист. Участник Гражданской войны в США, выпускник Пенсильванского университета, член нескольких научных обществ.
В 1878 году, будучи партнёром в банковской фирме «Братья Баркеры» (Barker Bros. & Co.), был назначен правительством Российской империи специальным финансовым агентом в Соединённых Штатах для выполнения поручения по строительству четырёх крейсеров на американских кораблестроительных верфях. В 1879 году Баркер посетил Россию в качестве советника по вопросу разработки железорудных и угольных месторождений на северном побережье Азовского моря. В этот же период получил ценные концессии на строительство железных дорог, телеграфных и телефонных линий в Китае. За заслуги перед Россией был награждён императором Александром II дворянским титулом и орденом Святого Станислава (1879).
Во внутренней политике США стал известен как человек, предложивший выдвинуть на пост президента Джеймса Гарфилда и Бенджамина Гаррисона, и как ярый противник третьего срока президента Улисса Гранта.
В 1869 году основал ежемесячный журнал «Пенн мансли» (Penn Monthly), который в 1880—1900 годах выходил в еженедельном формате под названием «Америкэн» (The American). 
Вновь приезжал в Россию в 1880 и 1882 годах с целью договориться с российским правительством о выдаче ему концессии на строительство части пути Транссибирской железной дороги.
В 1900 году номинировался в качестве кандидата на пост Президента США от Популистской партии, но проиграл.
Когда началась Первая мировая война, Баркер направил 21 сентября 1914 года заказное письмо императору Николаю II, в котором предлагал своё содействие в закупке в США военного снаряжения, мотивировав своё предложение тем, что «ни один ныне живущий американец не имел таких близких взаимоотношений с Россией», как он.